# Don Davis
Donald Romain Davis (Anaheim, 4 de fevereiro de 1957) é um compositor norte-americano de trilhas sonoras, maestro, e orquestrador. Muito conhecido por seu trabalho em The Matrix e Jurassic Park 3, ele trabalhou em uma variedade de filmes, de horror à comédia. Ele também está compondo uma ópera, intitulada Río de Sangre.

## Biografia
Davis nasceu na Califórnia. Cedo desenvolveu o interesse pela música. Aprendeu a tocar trompete aos nove anos, e começou a escrever peças curtas aos 12 anos de idade. Durante toda a vida se interessou principalmente pelo jazz e rock and roll. Após se graduar no colegial, Davis se matriculou na Universidade da Califórnia, em Los Angeles. Continuou seu estudo de composição com o professor Henri Lazarof. Finalmente, aprendeu orquestração com Albert Harris. Durante suas lições de orquestração, Harris apresentou Davis ao compositor Joe Harnell, da TV, que apoiou Davis durante sua busca por trabalhos; o primeiro foi Mark Snow para Hart to Hart, um programa de TV baseado no popular filme da década de 1930 The Thin Man.

## Temas para películas de televisão e cinema
Davis escreveu temas na maior parte das vezes para séries de televisão até 1995, quando escreveu algumas peças para a Disney na animação A Goofy Movie. Duas então novas diretoras, as irmãs Wachowski, o empregaram para musicar seu filme noir Bound, onde foi razoavelmente bem sucedido. Bound foi o trabalho que levou Davis a tornar-se compositor para toda a trilogia Matrix. Subseqüentemente, Davis compôs os temas para filmes tais como  Jurassic Park III (recomendado por John Williams, o compositor dos temas das primeiras duas películas na série), House on Haunted Hill e Behind Enemy Lines.
O opus magnum de Davis é a trilogia Matrix: The Matrix, The Matrix Reloaded, e The Matrix Revolutions. Foi adaptada em parte de outros dois trabalhos com influências de John Adams e Witold Lutosławski. Todos os três temas tiveram avaliações positivas dos críticos e dos fãs, e os CDs venderam bem.

### lista de temas selecionadas

#### Filme
- Return to House on Haunted Hill (2007) (rumored)
- The Marine (2006)
- The Animatrix (2003)
- The Matrix Revolutions (2003)
- The Matrix Reloaded (2003)
- Ballistic: Ecks vs. Sever (2002)
- Long Time Dead (2002)
- Behind Enemy Lines (2001)
- The Unsaid (2001)
- Jurassic Park III (2001)
- Valentine (2001)
- Antitrust (2001)
- House on Haunted Hill (1999)
- Universal Soldier: The Return (1999)
- The Matrix (1999)
- Warriors of Virtue (1997)
- Bound (1996)
- Tiny Toon Adventures: How I Spent My Vacation (1992)
- Hyperspace (1984)
- Blackout (1984)

#### Televisão
- Weird TV (2003)
- Weapons of Mass Distraction (1997)
- Invasion (1997)
- The Beast (1996)
- SeaQuest DSV (1993)
- Capitol Critters (1992)
- Tiny Toons Adventures (1990)
- Beauty and the Beast (1990)
- Star Trek: The Next Generation (1987)
- Sledge Hammer! (1986)